# Giuseppe Gabriel Balsamo-Crivelli
Pour les articles homonymes, voir Balsamo et Crivelli.
Giuseppe Gabriel Balsamo-Crivelli était un naturaliste italien, né le 1er septembre 1800 à Milan et mort le 15 novembre 1874 à Pavie.

## Biographie
Après avoir terminé ses études secondaires à Venise, il obtient en 1824 un diplôme en médecine de l'Université de Pavie.
Giuseppe Gabriel Balsamo-Crivelli devient professeur de minéralogie et de zoologie à l’université de Pavie en 1851, puis professeur appointé de zoologie et d’anatomie comparée en 1863. Il s’intéresse à de nombreux domaines de l’histoire naturelle et identifie le champignon causant la muscardine du ver à soie (Beauveria bassiana).

## Liste partielle des publications
- 1863 : Di alcuni Spongiari del Golfo di Napoli. Atti Soc. Ital. Sci. Nat. 5 : 284-302 pls 4-6